# Camminando camminando (singolo)
Camminando camminando è un singolo della cantante italiana Anna Oxa e del cantante portoricano Chayanne, pubblicato nel 1999 ed estratto dall'album di Oxa Senza pietà.
Il singolo, di grande successo in radio e di vendite, partecipa al Festivalbar 1999.